# دیوید برنهارد
دیوید لانگلی برنهارد (انگلیسی: David Bernhardt؛ زادهٔ ۱۷ اوت ۱۹۶۹) یک وکیل و سیاستمدار آمریکایی است که از سال ۲۰۱۹ تا ۲۰۲۱ در دوران ریاست‌جمهوری دونالد ترامپ به عنوان ۵۳امین وزیر کشور ایالات متحده آمریکا خدمت کرده‌است. وی از سال ۲۰۱۷ تا ۲۰۱۹، قائم‌مقام وزیر کشور بوده‌است. او قبل از خدمت در دولت ترامپ، سهامدار شرکت حقوقی کلرادو بود که در آنجا لابی‌گر صنعت نفت و انرژی و وکیل منابع طبیعی بود. برنهارد در سال ۲۰۰۱ کارش را در وزارت کشور شروع کرد و از سال ۲۰۰۶ تا ۲۰۰۹ به عنوان وکیل این وزارتخانه، در کنار سایر نقش‌ها، خدمت کرد.